# Аполония Понтийска
Вижте пояснителната страница за други значения на Аполония.
Аполония (на гръцки: Απολλωνία) е древното гръцко име на съвременния Созопол - най-старият български град по Черноморието. Има останки от жилища, съдове и оръдия на труда още от дълбока древност. Смята се, че селище по тези земи е имало от IV-III хилядолетие преди Христа.
През 610 година преди новата ера милетски гърци се преселват на мястото на старото тракийско селище. Те основават елинска колония (полис) наречена Аполония Понтика (гръцки: Απολλωνία η Ποντική). Тъй като в древността са съществували много градове с това име, те са имали и пояснителен епитет. Градът се превръща във важен пристанищен и търговски център, който поддържа връзка с големите центрове на Елада: Коринт, Атина, островите Лесбос, Родос и други. Самата Аполония Понтика е богата на солни залежи, които успешно продава.
Градът отново е в подем от IV век. Оттогава носи името Созополис, което значи „град на спасението“. Влиза в териториите на българската държава чак през 812 година, по време на управлението на хан Крум. 
От периода XVIII – XIX век се запазват много къщи и църкви, направени от камък и дърво. Те създават емблематичния архитектурен облик на града. Старите икони и изящните дърворезби по иконостасите са сред забележителните творения от това време. 
Гръцкото население от тези земи се изселва през през 20-те години на 20 век и създава село, наречено Созополи на полуостров Халкидики в Гърция. 
Старата част на града е запазена и до днес. Има останки от крепостната стена на античния полис Аполония. Крепостта е строена в средата на V век по време на управлението на император Анастасий. Може да се види и древната арка на града. 
Ежегодните Празници на изкуствата, провеждани в Созопол, също носят името „Аполония“. 

## Създаване и история
Градът е древногръцка колония, основана от преселници от древногръцкия град Милет на малоазийското гръцко крайбрежие. Гражданите на Милет избират философа Анаксимандър за основоположник на Аполония. Легенда разказва, че финикийски моряци препоръчали мястото като най-защитеното пристанище по бреговете на Западното Черноморие. Градът е в близост до териториите на тракийските племена скирмиади и нипсеи.
Името произлиза от бог Аполон (покровител на изселниците), на когото е посветен храм в града, известен с колосалната 13-метрова статуя на бога, дело на скулптура Каламид. Градът е завладян от римляните през 72 година преди новата ера. Те разрушават крепостната стена и ограбват града. Пълководецът Марк Теренций Варон Лукул отнася статуята на бог Аполон в Капитолия, Рим. Тогава Римската империя присъединява Западното Черноморие към територията си.
Храмовете на града са се намирали на полуострова, който дълго време беше военноморска база, поради което античните паметници са безвъзвратно унищожени. Десетилетия наред се провеждат разкопки на античния некропол в Созопол, които всяка година откриват множество антични вази, предмети от скъпоценни метали и други важни находки за античната археология. В Созопол се провеждат и подводни разкопки.

## Парите на Аполония Понтика
Аполония Понтика е сред първите градски центрове на Балканите, въвели в употреба парични знаци. Още през VII-VI век пр.н.е. тя започва да произвежда немонетни по форма пари от бронз, наричани още стрели – монети, защото приличат на върхове на стрели. Този вид домонетни форми са били използвани и в западнопонтийските и северопонтийските градове и в продължение на близо два века всички гръцки колонии и техните съседи са ги приемали като основно платежно средство.
Стрелите – монети се делят на два типа едностранни и двустранни, в зависимост от това дали релефните ребра са само от едната или от двете страни на слитъка. Част от тях имат допълнителни изображения – котва, котва и буквата A, само буквата A и дори магистратски инициали. На база тъкмо на тези изображения и буквени инициали едностранните монети-стрели са определени като отливани в Аполония Понтика. По нейния пример и други гръцки градове по бреговете на Черно море започнали да произвеждат немонетни пари от бронз: Истрия – излети колела с инициалите на града, Олбия – лети слитъци във форма на делфини, Керкинитида – лети стрело-делфини и т.н.
Аполония е първият понтийски град, който започва да сече сребърни монети още от началото на VI век пр.н.е. Най-старите емисии са от дребни номинали. По двете страни на монетите има изображения: котва и морски рак на аверса и: свастика, която в древността се е свързвала със слънчевия култ, респективно с бог Аполон на реверса.
Повече от един век по-късно върху новата емисия тетраоболи, които пуска Аполония, пречупеният кръст се заменя с маска на Горгона Медуза със змийски коси, а изображенията на котва, морски рак и буквата „А“ преминават на реверса.
В края на V век пр.н.е. и средата на IV век пр.н.е. влизат в обращение нови типове монети. Сред тях е например диобол, в който главата на Горгона Медуза е заменена с главата на Аполон.
Около 380 г. пр.н.е. Аполония пуска рядка емисия тетрадрахми (сребърни монети с тегло 16.85 г.). На лицевата си страна те имат изображение на Аполон в профил наляво с къдрава коса, лавров венец и диадема. На обратната изображението съдържа котва, рак, буквата ”А“ и име на монетен магистрат, предшестван от предлога „EPI“.
Периодът на най-мащабно монетосечене на Аполония е около 350 г. пр. Хр. Тогава в огромни количества са отсичани хемидрахми с тегло – 2.82 г. Те са с изображение на Медуза Горгона /в очовечен вариант/ с добър релеф, а на обратната страна – котва, рак и буквата „А“. Монети от тези емисии се откриват от Северна Добруджа, Силистренско, Шуменско и цялата Тракийска равнина, до изворите на р. Марица.
След края на IV век пр.н.е. в Аполония е започнато интензивното сечене на бронзови монети. Върху лицата им е изобразен гол Аполон, седнал върху скала, обърнат наляво, който в дясната ръка държи лаврово клонче, а с лявата ръка се опира върху омфалос. От опаковата страна се запазва традиционното изображение на изправена котва, рак и буквата ”А“.
Аполония продължава да сече автономни монети до завладяването ѝ от римляните през 72 пр.н.е.. Градът е бил център на съпротивата срещу новите завоеватели и след завладяването е бил драстично разрушен. По-късно той отново започва да сече монети, но вече в рамките на Римската империя.